# Serra do Espinhaço
A serra do Espinhaço é uma cadeia montanhosa localizada no planalto Atlântico,[carece de fontes?] estendendo-se pelos estados de Minas Gerais e Bahia. Seus terrenos são do Proterozoico e contêm jazidas de ferro, manganês, bauxita e ouro.[carece de fontes?]

## História
Foi principalmente ao longo da serra do Espinhaço e do Quadrilátero Ferrífero que ocorreu a mineração no período colonial. Em consequência, os núcleos urbanos mais importantes se formaram, como Ouro Preto, Sabará, Serro e São João Del Rei.
Seu nome foi dado pelo geólogo alemão Wilhelm Ludwig von Eschwege no século XIX. É responsável pela divisão entre as redes de drenagem do rio São Francisco e as redes de drenagem dos rios que correm diretamente para o oceano Atlântico. É considerada reserva mundial da biosfera, por ser uma das regiões mais ricas do planeta, graças sua grande diversidade biológica.
Em 2005 foi reconhecida a Reserva da Biosfera da Serra do Espinhaço, com uma área de 30 700 km², devido à sua grande diversidade de recursos naturais.

## Geografia

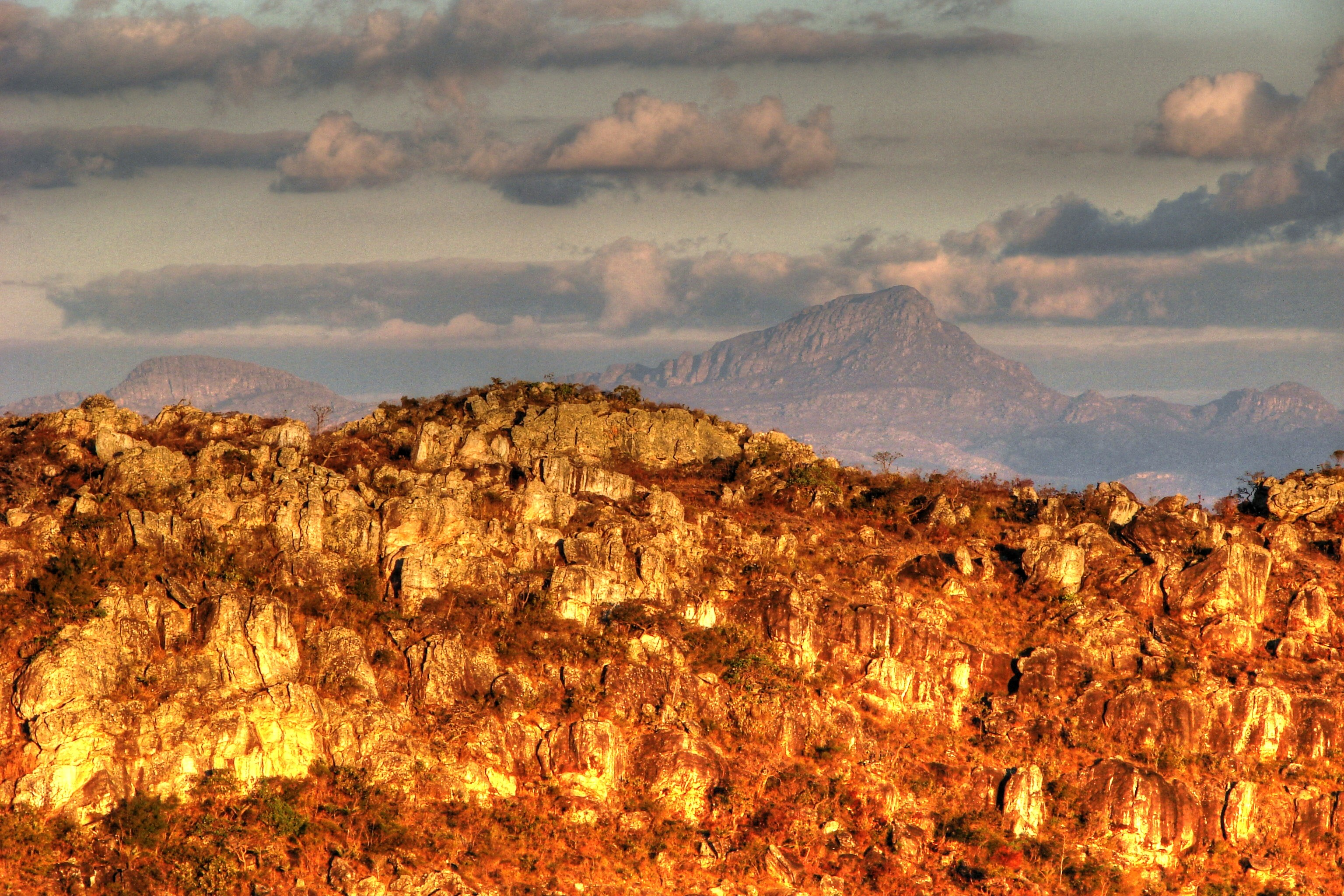
Serra do Espinhaço em Diamantina

A serra do Espinhaço pode ser considerada a única cordilheira do Brasil, e é singular em sua forma e formação. Há mais de um bilhão de anos em constante movimento, é uma cadeia de montanhas bastante longa e estreita, entrecortada por picos e vales.
Tem cerca de 1000 quilômetros de extensão, no sentido latitudinal do Quadrilátero Ferrífero, ao Norte de Minas e, depois de uma breve interrupção, alcança a porção sul da Bahia. Todo esse percurso apresenta uma diferença mínima de longitude, ou seja, sua largura varia apenas entre 50 e 100 km. Entre os municípios que são cortados pela Serra do Espinhaço estão, entre outros, Ouro Branco, Ouro Preto, Catas Altas, Caeté, Serro, Diamantina, Botumirim, Grão Mogol, Itacambira, Porteirinha, Mato Verde, Espinosa, Olhos-d'Água, e Monte Azul.
O ponto mais alto da serra é o Pico do Sol com 2.070 metros acima do nível do mar, localizado no Parque Natural do Caraça no município de Catas Altas, parque que ainda abriga o Pico do Inficionado (2.064 m), o Pico da Carapuça (1.955 m), e o Pico da Canjerana (1.928 m). Além desses, a serra ainda abriga outros picos famosos como o Pico do Itambé (2.052 m) e o Pico do Itacolomi (1.772 m).